# Thorn Kring
Thorn Ingo Kring (* 19. August 1973 in Siegen) ist ein deutscher Ökonom und Hochschulprofessor.

## Leben
Kring studierte von 1994 bis 1997 Wirtschaftswissenschaften an der Universität Siegen und zeitgleich Politikwissenschaften, Rechtswissenschaften und Psychologie an der Fernuniversität Hagen. Von 1997 bis 1999 beendete er das Studium der Betriebswirtschaftslehre an der Westfälischen Wilhelms-Universität Münster mit dem Abschluss Diplom-Kaufmann. Kring promovierte von 1999 bis 2004 auch an der Westfälischen Wilhelms-Universität Münster zum Thema „Die Balanced Scorecard als Managementsystem für Banken“. 2007 erhielt er eine Juniorprofessur für Zukunftsmanagement in der Finanzwirtschaft an der Steinbeis-Hochschule Berlin. Mit erfolgreichem Abschluss der Juniorprofessur übernahm Kring 2013 an der Steinbeis-Hochschule Berlin den Lehrstuhl für Finanzwirtschaft, insbesondere Bankmanagement. Gleichzeitig leitet er an der Steinbeis Hochschule Berlin das Institut für Ethik, Führung und Personalmanagement und ist akademischer Leiter der zeb.business school der Steinbeis-Hochschule Berlin.

## Forschungsschwerpunkte
- Corporate Volunteering und Service Learning.
- Folgen der Digitalisierung für Arbeitsorganisation, Personal- und Organisationsentwicklung.
- Generation Y/Z und Anforderungen für Führung, Personal- und Organisationsentwicklung.
- Strategisches Management und Leadership.

## Veröffentlichungen
- Die Balanced Scorecard als Managementsystem für Banken – Handlungsempfehlungen auf Basis einer institutionenökonomischen Analyse von Managementdefiziten in Genossenschaftsbanken. Münstersche Schriften zur Kooperation, Band 62, Münster (Westfalen), 2004, ISBN 978-3832243227.
- The dark side of team incentives: Experimental evidence on advice quality from financial service professionals. Journal of Economic Behavior and Organization, No. 93, S. 266–272, 2013 (zusammen mit Anastasia Danilov, Torsten Biemann und Dirk Sliwka), ISSN 0167-2681.
- Erfolgsfaktor Personal in Banken und Sparkassen. Fritz Knapp Verlag, Frankfurt am Main, 2016 (zusammen mit Joachim Hasebrook), ISBN 978-3831408658.

## Gesellschaftliches Engagement
- Ordinierter Laienprediger in der Evangelischen Landeskirche von Westfalen.
- Mitglied im Aufsichtsrat von SRS (christliche Sportorganisation) e.V.